# Rhimphoctona ruficincta
Rhimphoctona ruficincta är en stekelart som först beskrevs av Sanborne 1986.  Rhimphoctona ruficincta ingår i släktet Rhimphoctona och familjen brokparasitsteklar. Inga underarter finns listade i Catalogue of Life.